# Делор, Альфонс
Альфонс Делор (нидерл. Alfons Deloor; 3 июня 1910, коммуна Манаж, провинция Эно, Бельгия — 23 марта 1995, Мехелен, Бельгия) — бельгийский профессиональный шоссейный велогонщик в 1929-1940 годах.  Победитель  однодневной классической велогонки Льеж — Бастонь — Льеж (1938). Старший брат бельгийского шоссейного велогонщика Густафа Делора.

## Достижения
1931
9-й Льеж — Бастонь — Льеж
1932
2-й Тур Фландрии
5-й Париж — Брюссель
10-й Париж — Рубе
1933
2-й Тур Бельгии — Генеральная классификация
2-й Тур Лимбурга
4-й Тур Фландрии
4-й Париж — Ницца — Генеральная классификация
6-й Париж — Рубе
8-й Париж — Брюссель
1934
2-й Вуэльта Каталонии — Генеральная классификация
1-й — Этап 2
2-й Париж — Брюссель
3-й Тур Бельгии — Генеральная классификация
1935
6-й Вуэльта Испании — Генеральная классификация
9-й Льеж — Бастонь — Льеж
10-й Париж — Ницца — Генеральная классификация
1936
2-й Вуэльта Испании — Генеральная классификация
1-й — Этап 14 
3-й Париж — Ницца — Генеральная классификация
6-й Тур Швейцарии — Генеральная классификация
7-й Париж — Брюссель
1938
1-й Льеж — Бастонь — Льеж

## Статистика выступлений

### Гранд-туры
| Гранд-тур                 | 1933 | 1934 | 1935 | 1936 | 1937 |
| ------------------------- | ---- | ---- | ---- | ---- | ---- |
| Джиро д’Италия            | —    | —    | —    | —    | 31   |
| Тур де Франс              | 27   | —    | —    | —    | —    |
| (c 2010 ) Вуэльта Испании | НП   | НП   | 6    | 2    | НП   |

| —  | Не участвовал               |
| НП | Соревнование не проводилось |